# Špičák (Lomská vrchovina)
Špičák je kopec sopečného původu v Rakovnické pahorkatině v okrese Plzeň-sever. Nachází se asi jeden kilometr severovýchodně od Nečtin. Na vrcholu, který dosahuje výšky 610,8 m n. m., se zachovaly malé zbytky zaniklého středověkého hradu Nečtinský Špičák.

## Geologie a geomorfologie
Špičák je významným bodem geomorfologického okrsku Lomská vrchovina, který je součástí podcelku Manětínská vrchovina v Rakovnické pahorkatině. Z geologického hlediska se jedná o neovulkanický kužel tvořený nefelinickým bazanitem. Hornina vystupuje na povrch v podobě drobných skalek a na úpatí tvoří balvanovou haldu.

## Přístup
Vrch je přístupný odbočkou z místní modře značené turistické trasy z Nečtin do Manětína.